# ژان لومر دو بلژ
ژان لومر دو بلژ (به فرانسوی: Jean Lemaire de Belges) شاعر و مقاله‌نویس قرن پانزدهم میلادی اهل فرانسه است.